# مدال تسخیر بوداپست
مدال تسخیر بوداپست (به روسی: Медаль За взятие Будапешта) یک مدال جنگی اتحاد جماهیر شوروی سوسیالیستی در جنگ جهانی دوم که در ۹ ژوئن ۱۹۴۵ بنا شده‌است و برای مشارکت‌کنندگان نظامی و غیرنظامی که در محاصره بوداپست در مقابل نیروهای آلمان نازی جنگیدند به وجود آمده‌است.

برخی از دارندگان مدال:
- رودیون مالینوفسکی
- گئورگی برگوی
- ویتالی ایوانوویچ پوپکوف
- واسیلی ایوانوویچ پتروف